# Lonah Chemtai Salpeter
Lonah Chemtai Salpeter, född 12 december 1988 i Kenya, är en israelisk friidrottare som tävlar i långdistans- och maratonlöpning.

## Karriär
Vid världsmästerskapen i friidrott 2023 placerade hon sig på en fjärde plats i maraton och vid världsmästerskapen i friidrott 2022 tog hon brons på samma distans. Vid europamästerskapen i friidrott 2018 tog hon guld på 10 000 meter.